# Ekspresjonizm (literatura)

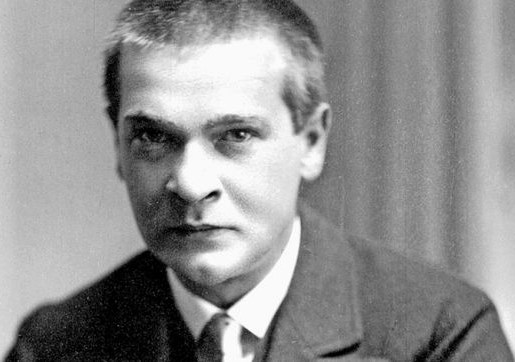
Georg Trakl

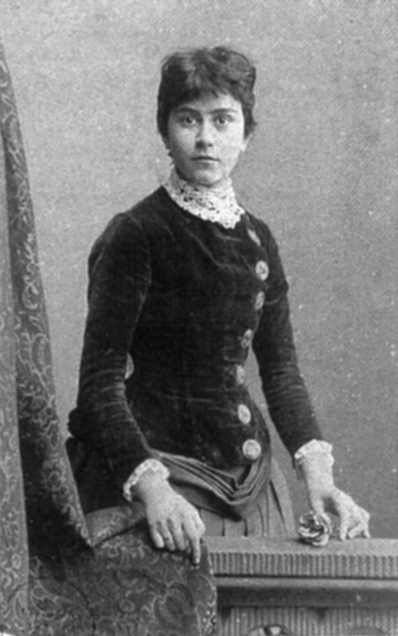
Else Lasker-Schüler

Ekspresjonizm (łac. expressio – wyraz, wyrażenie) – awangardowy prąd literacki, który pojawił się około 1910 roku w Niemczech i trwał do końca lat 20. XX wieku. Miał liczne odpowiedniki w literaturach narodowych Europy, ale nigdzie nie uzyskał takiego stopnia zaawansowania jak na niemieckim obszarze językowym.

## Powstanie
Ekspresjonizm był reakcją na kryzys polityczno-społeczny I wojny światowej i czasów powojennych. Twórców przeraziła pustka i jałowość duchowa współczesności, materializm oraz przerost technokracji i mechanizacji. Był formą sprzeciwu wobec naturalizmu (z powodu jego wąskich założeń programowych) i modernizmu (za brak poczucia odpowiedzialności wobec świata). Za przyczynę kryzysu współczesności uważali odwrócenie się człowieka od duchowych wartości i norm moralnych. Żądali powrotu do źródeł kultury – odwoływali się do mitologii greckiej i rzymskiej oraz do tradycyjnej dla niej symboliki. Podstawową kategorią estetyczną nowego nurtu była ekspresja, rozumiana jako przekazywanie za wszelką cenę emocji jednostki, bez zwracania uwagi na formę dzieła literackiego. Według ekspresjonistów każdy tekst literacki powinien ocierać się o absolut.
Nowy nurt odcisnął największe piętno w liryce, chociaż jego twórcy chętnie korzystali także z innych rodzajów i gatunków literackich. Tematyka wierszy obejmowała niepokojące, niezrozumiałe i ekstatyczne wizje, przypominające sny.
Ekspresjonizm ukształtował się pod wpływem modnego na początku XX w. nurtu filozoficznego zwanego monizmem spirytualistycznym. Zakładał on, że jedynym istotnym bytem jest byt duchowy, dzięki któremu odbywa się wszelka rewolucja, oraz że życie to nieprzerwana ewolucja. Monizm łączył w sobie pragmatyzm Williama Jamesa, dionizyjskość Fryderyka Nietzschego i filozofię Henriego Bergsona.

## Założenia teoretyczne
Pierwsze próby sformułowania założeń teoretycznych nowego prądu literackiego pojawiły się w czasopiśmie monachijskim Die Erde w latach 1905-1906, jednak rzeczywista ekspansja ekspresjonizmu nastąpiła dopiero w 1910 roku dzięki takim czasopismom jak: Pan, Die Aktion i Der Sturm, Die Weissen Blätter, Literarisches Echo, Das Ziel czy Genius.
Na ukształtowanie ekspresjonizmu duży wpływ miała także twórczość Walta Whitmana, Émile'a Verhaerena, Fiodora Dostojewskiego, Arthura Rimbauda oraz niemieckich poetów poprzedniego pokolenia (Richarda Dehmela, Hugona von Hofmannsthala).
Ekspresjonizm literacki postulował całkowitą reorganizację człowieka i warunków jego życia oraz eliminację mieszczaństwa. Natomiast w formie kładł nacisk na zerwanie z naturalizmem i realistyczną psychologią; żądał w zamian symbolizmu, wizyjności i stylizacji językowej.
Trzy fazy ekspresjonizmu:
- Faza wyjściowa (ekspresjonizm wczesny, do wybuchu I wojny światowej) – tendencje metafizyczno-moralistyczne.
- Faza druga (okres wojenny) – nurt rewolucyjny, pacyfistyczny, zaangażowany w sprawy społeczno-polityczne,
- Faza trzecia – ekspresjonizm schyłkowy, uwidoczniły się tendencje surrealistyczne.

## Twórczość ekspresjonistów
Twórczość liryczną reprezentują Georg Trakl, Else Lasker-Schüler, Georg Heym, Franz Werfel i Bertolt Brecht, jak też Gottfried Benn. Ich wiersze cechuje rytmizacja, dytyrambiczność, odchodzenie od reguł językowych, preferowanie mowy potocznej oraz tworzenie neologizmów.
Bertolt Brecht był także autorem tekstów dramatycznych, które pisał we wczesnym okresie swojej twórczości. Oprócz niego zajmowali się tym także: Georg Kaiser, Walter Hasenclever, Ernst Toller, Reinhard Sorge, Reinhard Goering, Ernst Barlach, Carl Sternheim. W swoich dziełach odeszli od zasady mimesis i od psychologicznej motywacji bohaterów; starali się upodobnić przedstawianie teatralne do obrzędu lub rytuału. Posługiwali się pantomimą, maską oraz bezpośrednimi zwrotami do publiczności. Podejmowali wątki historyczne i mitologiczne, rzadziej współczesne. Dramat ekspresjonistyczny zerwał z ciągłością akcji – kładł nacisk na kompozycję epizodyczną.
Przedstawicielami ekspresjonizmu w prozie są: Alfred Döblin, Franz Werfel, Max Brod, Klabund, Leonhard Frank. Podobnie jak w przypadku dramatów, odchodzili oni od mimetyzmu i psychologizmu. Wprowadzali ironię, satyrę, groteskę oraz naturalistyczny opis. Łączyli kosmiczne wizje ze scenami życia codziennego, a język wzniosły z potocznym. Twórczość prozatorska ekspresjonistów wywarła wpływ na pisarstwo Hermanna Hessego, Heinricha Manna, Georga Brittinga, Jakoba Wassermanna oraz Franza Kafki.
Elementy ekspresjonizmu poza krajami niemieckojęzycznymi można odnaleźć na przykład u czeskiego prozaika i dramaturga Karela Čapka lub amerykańskiego autora Eugene’a O’Neilla.

## Polski ekspresjonizm
W literaturze polskiej tendencje ekspresjonistyczne pojawiły się jeszcze przed sformułowaniem założeń teoretycznych. Takie wiersze pisał w okresie Młodej Polski Tadeusz Miciński, a elementy poetyki ekspresjonistycznej można odnaleźć także w twórczości Przybyszewskiego i Berenta. Ale jako świadomy nurt literacki polski ekspresjonizm pojawił się pod koniec I wojny światowej. Jego inicjatorem był ziemianin Jerzy Hulewicz, który w 1917 roku rozpoczął w Poznaniu publikację czasopisma Zdrój (ukazywało się do 1922 roku). Dwutygodnik ten nie posiadał jasno sformułowanego programu literackiego. Redaktor naczelny stopniowo publikował swoje przemyślenia, które zostały wydane w roku 1921 pod postacią książki pt. Ego eimi. E ewangeliey Jezu Chrysta według spisania Janowego. Rzecz o Duchu uźrzana. Była to niedogmatyczna interpretacja Ewangelii św. Jana, dotykająca spraw transcendentnych i kosmogonicznych. Autor nie formułował jednak zasad nowej poezji. Kwestię ekspresjonizmu poruszał także w swoich artykułach Przybyszewski (Powrotna fala (Naokoło ekspresjonizmu), Ekspresjonizm, Słowacki i Genezis z ducha), ale jego teksty nie wniosły żadnych nowych koncepcji.
W 1918 roku grupa młodych pisarzy i poetów, pod nazwą „Bunt” urządziła wystawę obrazów w Poznaniu, jednocześnie publikując jako dodatek do Zdroju tzw. „Zeszyt Buntu”. Poza redaktorem naczelnym poznańskiego czasopisma do grupy należał także jego brat, Witold Hulewicz, oraz: Małgorzata i Stanisław Kubiccy, Władysław Skotarek, Adam Bederski, August Zamoyski, Jan Stur (Feingold) oraz Zenon Kosidowski. Grupa ta była już wyraźnie ekspresjonizująca. Od czasu włączenia się wymienionych twórców do redagowania Zdroju czasopismo zaczęło nabierać wyrazistości programowej. Teksty Jana Stura Czego chcemy oraz Zenona Kosidowskiego Z zagadnień twórczości niosły pełny, jasno sformułowany program ekspresjonistów. Twórcom nie wystarczyło jednak środków finansowych, aby wdrożyć swoje założenia w życie – nie powstały bowiem żadne wartościowe dzieła firmowane ich nazwiskami. Wkrótce po upadku czasopisma rozproszyli się, rzadko publikując na własną rękę.

## Krytyka
Zastrzeżenia krytyków budziła od początku poetyka ekspresjonizmu, czyli antypsychologizm, dążenie do uogólnień, typizacja postaci, zastąpienie bohaterów mających indywidualne cechy reprezentatywnymi symbolami. Zarzucano abstrakcyjność, ilustracyjność, schematyzm. Odrzucenie czynnika intelektualnego w procesie tworzenia dzieła groziło dekompozycją i brakiem jakiejkolwiek formy. Profetyzm szybko doprowadził do karykaturalnego patosu i krzykliwości graniczącej z kakofonią. Nie przywiązywanie wagi do języka i norm językowych z kolei – według krytyków – powodowało nierozumienie treści dzieła.